# Hōjō Yoshitoki
Hōjō Yoshitoki (北条 義時 (Bắc Điều Nghĩa Thì) 1163 – 1 tháng 7 năm 1224) là shikken (quan chấp chính) thứ hai thuộc tộc Hōjō của Mạc phủ Kamakura và cũng là người đứng đầu tộc Hōjō. Ông ấy là đứa con trai thứ hai của Hōjō Tokimasa. Ông trở thành shikken vì do cha của ông là Tokimasa đã từ chức và ông tại nhiệm từ 1205 cho đến khi qua đời vào năm 1224.

## Đầu đời (1163–1183)
Hōjō Yoshitoki được sinh ra vào năm 1163, là con trai thứ hai của  Hōjō Tokimasa và vợ của ông Itō Nyūdō, con gái của Itō Sukechika. Khi ông được sinh ra thì ông đã có một người anh trai tên là Hōjō Munetoki và một người chị gái tên là Hōjō Masako. Khoảng thập kỷ (10 năm) sau khi ông ra đời, thì ông cũng có thêm một người em trai nữa tên là Hōjō Tokifusa và một người em gái không rõ tên là gì, cô em gái này không có ngày tháng năm sinh rõ ràng. Gia tộc Hōjō lúc bấy giờ đã kiểm soát được toàn bộ phiên Izu, với Yoshitoki là một thành viên của gia tộc Hōjō và cũng có mối quan hệ họ hàng xa với tộc Taira lẫn cả với Hoàng thất Nhật Bản.
Vào thời điểm bấy giờ sau chiến loạn Heiji, nhà Taira dưới sự lãnh đạo của Taira no Kiyomori chính thức nắm quyền cả đất nước và bắt đầu củng cố quyền lực của họ tại kinh đô Kyoto, nhà Taira đã ra hình phạt lưu đày đối với đối thủ cạnh tranh của họ là nhà Minamoto. Minamoto no Yoshitomo, người đứng đầu nhà Minamoto bị hành hình, trong khi những người con của ông (Yoshitomo) thì không bị hành hình mà chỉ bị lưu đày hoặc bị ép phải vào các tu viện để thuận tiện cho việc quản thúc. Cùng lúc đó thì Pháp hoàng Go-Shirakawa và với con trai của ông đang làm Thiên hoàng lúc bấy giờ chính là Thiên hoàng Nijō (một Thiên hoàng bù nhìn) cũng đang ở tại Kyoto. Minamoto no Yoritomo, người thừa kế hợp pháp của Yoshitomo bị lưu đày đến Izu, nơi mà gia tộc Hōjō đang nắm quyền kiểm soát. (Hai người em của Yoritomo là Minamoto no Yoshitsune và Minamoto no Noriyori thì bị quản thúc tại các tu viện gần Kyoto).
Ngay từ ngày đầu tiên thì Yoshitoki đã được kỳ vọng sẽ kế vị cha mình với tư cách là người đứng đầu gia tộc Hōjō ở Izu. Ông ấy có một mối quan hệ rất thân thiết với tất cả các anh chị em của mình, đặc biệt là với chị gái Masako.
Năm 1179, Masako đã yêu phải chàng trai trẻ nhà Minamoto đang bị lưu đày ở Izu là Minamoto no Yoritomo và thế là họ đã kết hôn với nhau. Cuộc hôn nhân của hai người họ hoàn toàn được sự ủng hộ bởi người thừa kế hợp pháp của nhà Hōjō là Yoshitoki. Năm 1180, Masako và Yoritomo có con gái đầu lòng được biết đến là Ō-Hime. Cùng năm đó, Thân vương Mochihito là con trai của Thiên hoàng Go-Shirakawa cực kỳ mệt mỏi và cũng rất bất mãn với sự lãnh đạo của nhà Taira, tin rằng chính ông (Mochihito) đã bị tước đoạt đi cơ hội kế thừa ngai vàng của mình để cho cháu họ của mình là Thiên hoàng Antoku  đưa lên ngôi, bởi vì vị Thiên hoàng trẻ tuổi có một nửa dòng máu nhà Taira. Cho nên Thân vương Mochihito đã kêu gọi các lãnh đạo còn sót lại của nhà Minamoto trên toàn Nhật Bản tập hợp lại để có thể lật đổ được nhà Taira , vụ việc cũng đã châm ngòi cho chiến tranh Genpei nổ ra.
Yoshitomo chấp nhận lời kêu gọi và cùng với sự giúp đỡ lẫn hỗ trợ của Yoshitoki, Masako, Tokimasa và toàn bộ gia tộc Hōjō. Lẫn với sự tham gia của hai người em của Yoritomo là Yoritsune và Noriyori về phe Yoritomo. Yoritomo xây dựng căn cứ của mình ở phía đông Izu tại Kamakura, vị trí ở tỉnh Sagami. Thế là chiến tranh Genpei bắt đầu với Yoshitoki nhận lệnh từ cha của mình là phải giúp đỡ hết mình cho cậu em rể là Yoritomo này. Anh trai của Yoshitoki là Munetoki đã buộc phải bỏ mạng trong cuộc chiến này vào năm 1180. Sang năm sau là năm 1181, Taira no Kiyomori cũng đột ngột qua đời và được kế vị bởi con của ông (Kiyomori) là Taira no  Munenori.
Năm 1182, Yoshitoki lúc này đã 19 tuổi được kết hôn vào giữa cuộc chiến còn đang diễn ra. Tuy không biết chính xác vợ ông là ai nhưng đều ta có thể biết được là vào năm 1183, Yoshitoki và vợ mình đã sinh ra đứa con đầu lòng lấy tên là Hōjō Yasutoki, người trở thành lãnh đạo của tộc Hōjō sau khi cha của mình qua đời. Một năm trước đó thì Yoritomo và Masako cũng có một người con trai, người được cho là người thừa kế chính thức của Yoritomo tên là Minamoto no Yoriie. Minamoto no Yoshinaka, một người họ hàng và cũng là đối thủ với Yoritomo, đã tiến quân vào Kyoto và buộc Heike (tên dòng chính của gia tộc Taira) phải tháo chạy khỏi kinh đô cùng với Thiên hoàng Antoku trẻ tuổi. Yoshinaka sau đó bị buộc rời khỏi Kyoto bởi Yoshitsune khi đang lấy danh nghĩa của Yoritomo. Sau cùng của cuộc chiến, nhà Minamoto giành thắng lợi và họ cũng nhanh chóng đưa Thân vương Takahira lên ngôi, lấy hiệu là Thiên hoàng Go-Toba

## Nắm giữ quyền lực (1185–1205)
Năm 1185, khi chiến tranh Genpei kết thúc với sự chiến thắng của quân Minamoto trước quân Taira trong trận hải chiến mang tên Dan no Ura, gần như toàn bộ các nhà lãnh đạo nhà Taira còn sót lại đều bị hành hình hoặc buộc phải tự sát (trong đó có luôn cả Thiên hoàng Antoku đã bị chết đuối trong trận hải chiến). Lúc này nhà Minamoto đã hoàn toàn kiểm soát được Nhật Bản và bắt đầu thành lập cơ sở chính quyền mới ở Kamakura. Điều này cũng khiến cho nhà Hōjō trở nên vô cùng quyền lực. Cùng năm đó, Hōjō Tokimasa được Pháp hoàng Go-Shikarawa bổ nhiệm vào hai chức vụ quan trọng của triều đình tên là jitō và shugo hoặc với tên khác là quản lý và giám sát.
Năm 1192, Thái thượng Pháp hoàng Go-Shirakawa (Pháp hoàng cũng băng hà trong cùng năm sau đó) chính thức bổ nhiệm Yoritomo chức vụ Chinh di Đại Tướng quân. Cùng năm đó, Yoritomo và Masako có thêm một đứa con trai nữa đặt tên là Minamoto no Sanetomo. Yoshitoki lúc này cũng đã có một vị trí vô cùng quyền lực cho bản thân mình, đặc biệt là sau cái chết của Yoritomo vào năm 1199. Tuy Masako xuất gia trở thành nữ tu sau sự ra đi của chồng nhưng bà vẫn giữ một số quyền lực chính trị nhất định, trong khi Yoshitoki đang chuẩn bị tinh thần thừa kế gia tộc Hōjō từ cha mình.
Hōjō Tokimasa chính thức làm nhiếp chính cho Tướng quân Yoriie khi mới vừa kế vị, con trai cả này của Yoritomo cực kì không thích gia tộc Hōjō mà ông ưu ái hơn với nhà cha vợ mình là gia tộc Hiki, nhất là dưới sự lãnh đạo của Hiki Yoshikazu. Yoshitoki, Masako và với Tokimasa chính thức thành lập hội đồng nhiếp chính vào năm 1200 để giúp cho Tướng quân Yoriie cai quản đất nước, nhưng Yoriie lại không tin tưởng vào người nhà Hōjō, nên vào năm 1203, ông cùng với cha vợ mình là Yoshikazu đã cùng lên âm mưu với ý định ám sát Hōjō Tokimasa. Yoshitoki lúc bấy giờ không hề biết gì về điều này nhưng Masako đã phát giác ra kế hoạch và cảnh báo nó cho cha của bà. Trong cuộc thảm sát nhà Hiki ấy, con trai của Yoriie là Minamoto no Ichiman cũng bị giết theo. Yoriie trong tình trạng không còn ai ủng hộ mình thì ông bị buộc phải từ chức vào năm 1203 và đến sinh sống ở Izu, cuối cùng thì Yoriie lại bị ám sát vào năm 1204 bởi lệnh của Tokimasa.

Không lâu sau đó, con trai thứ hai của Yoritomo là Minamoto no Sanetomomo chính thức trở thành Chinh di Đại Tướng quân thay thế anh mình là Yoriie. Tokimasa cũng tiếp tục được làm nhiếp cho vị Tướng quân mới, nhưng Sanemoto ngày càng xa cách với nhà Hōjō nên khiến cho Tokimasa có ý định muốn ám sát ông. Trong cùng thời điểm này, một người em rể khác của Yoshitoki tên là Hatakeyama Shigetada đã bị xử tử bởi lính của Tokimasa vì ông ta bị vu khống cho tội phản loạn. Yoshitoki đã từng thân thiết với ông ấy (Shigetada) nên đã bắt đầu mất tin niềm tin vào cha của mình. Một khi nơi nào đó có âm mưu với ý định ám sát Sanetomo, thì Masako và Yoshitoki đã ép buộc cho của họ phải từ chức quan chấp chính (shikken) hoặc họ sẽ làm chính biến. Thế là Tokimasa buộc cạo xuất gia đi tu trở thành hoà thượng, ông nghỉ hưu tại một tu viện ở Kamakura và qua đời tại đó vào năm 1215.
Hōjō Yoshitoki dĩ nhiên kế vị chức vị quan chấp chính (shikken) từ tay Tokimasa.

## Quan chấp chính (shikken) và qua đời (1205–1224)
Triều đại nhiếp chính của Yoshitoki rất yên bình và không có biến cố gì cho đến những năm cuối trong thời kỳ nhiếp chính của ông. Ông được trợ giúp bởi chị của mình là "nữ tu-tướng quân"  Masako. Năm 1208, quan chấp chính Yoshitoki phái Masako đến Kyoto để xin Pháp hoàng Go-Toba chấp thuận một trong những người con trai của ông là Thân vương Nagahito trở thành người thừa kế chức vị Chinh di Đại Tướng quân vì Sanetomo không có con nối dõi nhưng đã bị Pháp hoàng thẳng thừng từ chối.
Năm 1219, bi kịch ập đến với Mạc phủ Kamakura khi Tướng quân Sanetomo bị cháu trai của mình là một trong số những người con trai còn sống sót của Yoriie ám sát, người này sau đó đã bị quân đội gia tộc Hōjō bắt giữ và bị đem đi xử tử. Điều này chính thức dẫn tới việc dòng họ Minamoto không còn bất kỳ ai có thể thừa tự nữa. Cùng năm đó, shikken Yoshitoki đã chọn một người trong họ hàng xa với nhà Minamot là Kujō Yoritsune thuộc gia tộc Kujō, đồng thời cũng là họ hàng xa với gia tộc Fujiwara. Thế là sau đó Yoritsune đã được chỉ định làm Tướng quân mới cho Mạc phủ Kamakura nhưng Yoshitoki vẫn giữ chức shikken (quan chấp chính) của Mạc phủ.
Năm 1221, Pháp hoàng Go-Toba  nổi dậy chống lại chính quyền Mạc phủ nhằm khôi phục lại quyền hành cho Thiên hoàng, sự kiện này gọi là loạn Jōkyū. Pháp hoàng đã tuyên bố quan chấp chính Yoshitoki là một tên phản thần và muốn hắn ta phải bị hành hình. Kyoto lúc này đã bị tràn ngập trong nội loạn, Yoshitoki cùng với con trai là Hōjō Yasutoki và cũng là người thừa kế của ông đã dẫn quân tấn công để đánh chiếm lại kinh đô Kyoto. Với sự trợ giúp của Masako thì quân đội Mạc phủ đã có thể dễ dàng đánh bại đội quân ô hợp của Pháp hoàng và Yasutoki cũng dễ dàng chiếm lại thành công được kinh đô Kyoto. Kết quả là Pháp hoàng Go-Toba bị buộc lưu đày đến quần đảo Oki đến hết phần đời còn lại của ông.
Tuy nhiên vào năm 1224 thì Hōjō Yoshitoki lại đột ngột qua đời vì bệnh tật , hưởng thọ khoảng 61 tuổi. Ông đã được kế thừa bởi con trai cả của mình là Hōjō Yasutoki với tư cách là quan chấp chính (shikken) đời thứ ba của Mạc phủ Kamakura. Chị gái của Yoshitoki là Masako tuy sống sau ông được thêm một năm nhưng rồi cũng qua đời vào năm 1225, bà hưởng thọ khoảng 69 tuổi.

## Phả hệ
Cha mẹ
- Phụ thân: Hōjō Tokimasa (北条 時政, 1138 – 6 tháng 2 năm 1215)
- Mẫu thân: Con gái của Itō Sukechika (伊東 祐親, còn được biết đến là Itō Nyūdō (伊東入道))

Các phu nhân và con cái:
- Phu nhân: Awa no Tsubone (阿波局)[2]
  - Con trai: Hōjō Yasutoki (北条 泰時; 1183 – 14 tháng 7 năm 1242)
- Phu nhân: Hime no Mae (姫の前), con gái của Hiki Tomomune (比企 朝宗)
  - Con trai: Hōjō Tomotoki (北条 朝時; 1193 – 3 tháng 5 năm 1245)
  - Con trai: Hōjō Shigetoki (北条 重時;  11 tháng 7 năm 1198 – 26 tháng 11 năm 1261)
  - Con gái: Take-dono (竹殿), kết hôn với người chồng đầu là Ōe no Chikahiro (大江 親広) và sau đó lại tái hôn với Tsuchimikado Sadamichi (土御門 定通)
- Phu nhân: Con gái của Isa Tomomasa (伊佐 朝政)
  - Con trai: Hōjō Aritoki (北条 有時; 7 tháng 7 năm 1200 – 23 tháng 3 năm 1270)
- Phu nhân: Iga no Kata (伊賀の方), con gái của Iga Tomomitsu (伊賀 朝光)
  - Con trai: Hōjō Masamura (北条 政村; 10 tháng 7 năm 1205 – 13 tháng 6 năm 1273), Shikken thứ bảy của Mạc phủ Kamakura
  - Con trai: Hōjō Saneyasu (北条 実泰; 1208 – 29 tháng 10 năm 1263)
  - Con trai: Hojo Tokihisa (北条 時尚)
  - Con gái: kết hôn với người chồng đầu là Ichijō Sanemasa (一条 実雅), và tái hôn với người chồng sau là Karahashi Michitoki (唐橋 通時)
- Phu nhân: Không xác định 
  - Con gái: kết hôn với Ichijō Sanemasa (一条 実雅)
  - Con gái: kết hôn với Nakahara no Suetoki (中原 季時)
  - Con gái: kết hôn với Ichijō Yoshikiyo (一条 能基)
  - Con gái:  kết hôn với Bekki Shigehide (戸次 重秀)
  - Con gái: kết hôn với Sasaki Nobutsuna (佐々木 信綱)